# Societat La Fraternal d'Espolla
La Societat La Fraternal d'Espolla és un edifici del municipi d'Espolla. Està situat dins del nucli urbà de la població d'Espolla, a la banda sud del terme i davant la petita placeta formada pels carrers del Carme i Àngel Costal. És una obra inclosa en l'Inventari del Patrimoni Arquitectònic de Catalunya.

## Descripció
Es tracta d'un edifici entre mitgeres de planta irregular, constituït per dos cossos adossats amb les cobertes de dues vessants i distribuïts en una sola planta, tot i que el cos de més alçada presenta un pis superior. Les façanes d'ambdós cossos presenten les obertures d'arc de mig punt amb l'emmarcament arrebossat, unides a l'alçada de la línia d'impostes per una senzilla motllura. El cos de més alçada presenta, al pis, una obertura ovalada emmarcada per dues finestres de triple arcada. La façana està rematada per un frontó de formes geomètriques, al centre del qual s'obre un oval cec. L'altre cos està rematat per una barana d'obra amb cornisa motllurada i presenta unes escales exteriors per accedir a la porta d'accés. A l'interior s'observen dues parts diferenciades, el cafè i la sala de ball, comunicats mitjançant obertures de punt rodó. La sala presenta una terrassa al nivell del pis sostinguda per revoltons i amb barana de ferro treballada. La construcció, bastida amb pedra i maons units amb argamassa, està arrebossada i pintada.

## Història
A partir de mitjans del segle passat comença a ser habitual la creació d'una sèrie de centres, a diversos indrets de l'Empordà, que reben el nom de societats. Aquestes institucions es crearen en un principi com a centres de beneficència dedicats a satisfer una sèrie de necessitats de la comunitat (en alguns casos, per exemple, són la mutualitat del poble). Amb el temps es convertiran en institucions que desenvoluparan tota mena d'activitats culturals i lúdiques pel poble. Per aquest motiu, les societats solen ser edificis de grans dimensions que acullen en el seu interior diversos espais d'esbarjo i reunió. La disposició d'un local on desenvolupar totes aquestes tasques va portar a la construcció d'uns peculiars edificis dels quals l'arquitecte Azemar es va convertir en un dels principals dissenyadors. La societat La Fraternal d'Espolla es va inaugurar el 22 de juliol de l'any 1917.